# 賈加青加普縣
賈加青加普縣是印度的一個縣，位於該國東部，由奧里薩邦負責管轄，面積1,759平方公里，海拔高度559米，每年平均降雨量1,501毫米，識字率為69.79%，2001年人口1,058,894，人口密度每平方公里602人。

## 外部連結
- 官方网站